# الدثية (السدة)

تعديل مصدري - تعديل

الدثية هي إحدى قرى عزلة وادي عصام بمديرية السدة التابعة لمحافظة إب، بلغ تعداد سكانها 705 نسمة حسب تعداد اليمن لعام 2004.